# Бейтар Рамат-Ган
«Бейтар Рамат-Ган» — израильский футбольный клуб из города Рамат-Ган. Выступает в Лиге Бет. У клуба также есть молодёжная команда возрастом до 19 лет.

## История
Клуб был основан в 1939 году. В первый сезон своего существования клуб выступал в региональном дивизионе Самарии, который на тот момент считался третьим дивизионом.
В 1946 году «Бейтар» дебютировал в Кубке Палестины, где проиграл в первом раунде со счётом 3-6 по сумме двух матчей (1-4, 2-2) команде «Хакоах 09» из Тель-Авива, причем первый матч был прерван из-за недисциплинированного поведения игроков Бейтара.
В сезоне 1946-47 клуб играл в Лиге Бет, втором футбольном уровне Британского мандата в Палестине на тот момент, и финишировал восьмым из девяти. После Декларации независимости Израиля клуб играл в Лиге Меухедет, втором дивизионе в сезоне 1949-50, и занял шестое место из девяти. В результате они вылетели в низшую лигу и с тех пор так и не вернулись на второй уровень израильского футбола.
В сезоне 1964-65 клуб вернулся в Лигу Бет, где отыграл тринадцать сезонов. В 1976 году, после создания Лиги Арцит, Лига Бет стала четвёртым уровнем израильского футбола, а в конце сезона 1977-78 Бейтар занял последнее место в дивизионе Лига Бет Юг А и перешёл в Лигу Гимель, пятый уровень израильского футбола.
Выиграв Лигу Гимель в 1997-98 годах, клуб вернулся в Лигу Бет, где играет и по сей день.

## Достижения
Лига Бет:

 Сезон: 1963/1964
Лига Гимель:

 Сезон: 1997/1998